# Alex DeBrincat
Alexander DeBrincat (* 18. prosince 1997) je profesionální americký hokejový útočník, který aktuálně působí v klubu Detroit Red Wings v severoamerické lize NHL. V roce 2016 byl draftován z celkové 39. pozice Chicagem Blackhawks.

## Statistiky

### Klubové statistiky
| Sezóna      | Klub               | Soutěž      |     | Základní část | Základní část | Základní část | Základní část | Základní část |    | Play off | Play off | Play off | Play off | Play off |
| Sezóna      | Klub               | Soutěž      | Z   | G             | A             | B             | TM            | Z             | G  | A        | B        | TM       |          |          |
| 2014–15     | Erie Otters        | OHL         | 68  | 51            | 53            | 104           | 73            | 20            | 9  | 7        | 16       | 26       |          |          |
| 2015–16     | Erie Otters        | OHL         | 60  | 51            | 50            | 101           | 28            | 13            | 8  | 11       | 19       | 13       |          |          |
| 2016–17     | Erie Otters        | OHL         | 63  | 65            | 62            | 127           | 49            | 18            | 13 | 25       | 38       | 10       |          |          |
| 2017–18     | Chicago Blackhawks | NHL         | 82  | 28            | 24            | 52            | 6             | —             | —  | —        | —        | —        |          |          |
| 2018–19     | Chicago Blackhawks | NHL         | 82  | 41            | 35            | 76            | 15            | —             | —  | —        | —        | —        |          |          |
| 2019–20     | Chicago Blackhawks | NHL         | 70  | 18            | 27            | 45            | 15            | 9             | 2  | 4        | 6        | 9        |          |          |
| 2020–21     | Chicago Blackhawks | NHL         | 52  | 32            | 24            | 56            | 12            | —             | —  | —        | —        | —        |          |          |
| 2021–22     | Chicago Blackhawks | NHL         | 82  | 41            | 37            | 78            | 19            | —             | —  | —        | —        | —        |          |          |
| 2022–23     | Ottawa Senators    | NHL         | 82  | 27            | 39            | 66            | 45            | —             | —  | —        | —        | —        |          |          |
| 2023–24     | Detroit Red Wings  | NHL         | 82  | 27            | 40            | 67            | 34            | —             | —  | —        | —        | —        |          |          |
| 2024–25     | Detroit Red Wings  | NHL         | 82  | 39            | 31            | 70            | 29            | —             | —  | —        | —        | —        |          |          |
| NHL celkově | NHL celkově        | NHL celkově | 614 | 253           | 257           | 510           | 175           | 9             | 2  | 4        | 6        | 9        |          |          |

### Reprezentační statistiky
| Rok                            | Tým                            | Soutěž                         | Z  | G | A  | B  | TM |
| ------------------------------ | ------------------------------ | ------------------------------ | -- | - | -- | -- | -- |
| 2016                           | USA 20                         | MSJ                            | 5  | 1 | 0  | 1  | 25 |
| 2018                           | USA                            | MS                             | 10 | 1 | 8  | 9  | 0  |
| 2019                           | USA                            | MS                             | 8  | 7 | 2  | 9  | 4  |
| Juniorská reprezentace celkově | Juniorská reprezentace celkově | Juniorská reprezentace celkově | 5  | 1 | 0  | 1  | 25 |
| Seniorská reprezentace celkově | Seniorská reprezentace celkově | Seniorská reprezentace celkově | 18 | 8 | 10 | 18 | 4  |

## Osobní život
V červenci 2021 se oženil s Lyndsey Bice. V květnu 2022 se jim narodil syn Archie David.